# Шур (Люблінське воєводство)
Шур (пол. Szur) — село в Польщі, у гміні Краснобруд Замойського повіту Люблінського воєводства.
Населення — 29 осіб (2011).
У 1975-1998 роках село належало до Замойського воєводства.

## Демографія
Демографічна структура станом на 31 березня 2011 року:
|          | Загалом | Допрацездатний вік | Працездатний вік | Постпрацездатний вік |
| -------- | ------- | ------------------ | ---------------- | -------------------- |
| Чоловіки | 15      | 2                  | 8                | 5                    |
| Жінки    | 14      | 1                  | 5                | 8                    |
| Разом    | 29      | 3                  | 13               | 13                   |